# HD 173954
HD 173954，又名BD+04 3884，SAO 123928、HR 7076，是一颗恒星，视星等为6.21，位于銀經36.32，銀緯2.69，其B1900.0坐标为赤經18h 43m 4.9s，赤緯+4° 2.69′ 52″。